# واحد گمانه‌زنی پیشرفته مایکروویو
واحد گمانه‌زنی پیشرفته مایکروویو (به انگلیسی: Advanced microwave sounding unit (AMSU)) یک رادیومتر ریزموج چندکاناله است که بر روی ماهواره‌های هواشناسی نصب شده است. این ابزار چندین باند از تشعشعات مایکروویو از اتمسفر را برای انجام گمانه‌زنی اتمسفری سطوح دما و رطوبت بررسی می‌کند.